# James Hansen
James Edward Hansen (Denison, 29 de março de 1941) é um climatologista norte-americano.
Graduou-se em física e matemática na Universidade de Iowa, obtendo mestrado em astronomia e doutorado em física. Em 1967 ingressou como pesquisador adjunto no Instituto Goddard para Estudos Espaciais da NASA, uma seção do Centro de Voo Espacial Goddard, chegando à direção em 1981, posição que manteve até à sua aposentadoria em 2013. Desde 1978 é professor adjunto da Universidade de Columbia.
Iniciou sua carreira científica com estudos sobre o sistema climático do planeta Vênus, mas ganhou notoriedade com suas pesquisas sobre modelos climáticos. Junto com uma equipe de colaboradores, publicou em 1981 na revista Science a primeira previsão de longa duração sobre a evolução do clima terrestre a partir de simulações computacionais. Sendo um campo ainda pouco explorado e com muitas incertezas significativas, o trabalho desencadeou controvérsia, mas foi um marco que consolidou as principais bases da ciência dos modelos climáticos, que seria muito aprofundada nas décadas subsequentes. Na época a capacidade operacional dos computadores era muito menor do que a de hoje, e Hansen concebeu maneiras engenhosas de simplificar os cálculos para estudar aspectos complexos do clima. Seu modelo era unidimensional, mas reproduzia bastante fielmente o clima do passado, tornando-se apto para fazer projeções confiáveis para o futuro. Suas pesquisas levaram ao desenvolvimento do primeiro modelo climático tridimensional, cujos resultados foram publicados em outro estudo pioneiro em 1988.
Detectando uma tendência de aquecimento futuro do clima, suas pesquisas naturalmente levaram ao seu envolvimento com o estudo do aquecimento global. Na década de 1970 os seus primeiros ensaios em modelagem climática foram um dos subsídios usados por cientistas do governo dos Estados Unidos na produção do Relatório Charney, e no estudo de 1981 foi previsto um aquecimento de 3,0 °C a 4,5 °C na temperatura média da atmosfera até o ano de 2100, com base nas tendências de desenvolvimento econômico e emissão de gases estufa derivados de atividades humanas, uma previsão que foi confirmada mais tarde por inúmeras outras pesquisas. Foi um dos primeiros cientistas a chamar a atenção mundial para as consequências perigosas deste fenômeno, e em 1988 proferiu uma palestra para o Congresso dos Estados Unidos que foi amplamente divulgada. Desde então dirigiu seus principais esforços para este campo, para o qual deu importante contribuição. É considerado um dos mais famosos e respeitados climatologistas do mundo. Tornou-se também um destacado ativista do problema climático, considerando as evidentes associações entre o aquecimento global e as políticas que regem o desenvolvimento econômico e social, e a baixa eficiência das políticas de redução de gases estufa, que estão na base do problema. Contudo, seu ativismo político tem deixado muitos cientistas desconfortáveis, atraindo-lhe críticas, e participando de muitos protestos de rua, acabou preso várias vezes. Além disso, tem se destacado como um divulgador da ciência. Franco Einaudi, diretor da Divisão de Ciências da Terra do Instituto Goddard, disse sobre ele:
"Tem desempenhado um papel de tremenda importância na comunicação da ciência para o público e, mais importante, para os legisladores e para os que estão em posição de tomar decisões. O debate sobre as mudanças globais é frequentemente emocional, e James tem a coragem de dizer o que os outros não querem ouvir. Ele adquiriu uma credibilidade que poucos cientistas desfrutam. Seu sucesso se deve em parte à sua personalidade, em parte às suas realizações científicas, e em parte à sua recusa de fugir do debate".
É membro da Academia Nacional de Ciências dos Estados Unidos e da União de Geofísica dos Estados Unidos, e recebeu diversas distinções pelas suas contribuições notáveis, entre outras, a Medalha Roger Revelle da União de Geofísica, o Prêmio Heinz, o Prêmio AAAS da Liberdade e Responsabilidade Científica da Associação Americana para o Avanço da Ciência, o Prêmio Dan David da Fundação Dan David / Universidade de Tel Aviv, a Medalha Carl-Gustaf Rossby da Sociedade Meteorológica Estadunidense, o Prêmio Sofia de meio ambiente, o Prêmio Nierenberg da Scripps Institution of Oceanography, o Prêmio Memorial Klopsteg, da American Association of Physics Teachers, e por duas vezes foi agraciado com o Presidential Rank Award por serviços meritórios.